# La Flamme des ténèbres
La Flamme des ténèbres (titre original : Dark Flame) est le quatrième tome de la série littéraire, d'Alyson Noël, Éternels.

## Résumé
Après avoir transformé sa meilleure amie, Haven, en immortelle, Ever doit lui annoncer sa nouvelle condition. Grisée par ses nouveaux pouvoirs, cette dernière devient vite incontrôlable. Elle se détache de plus en plus de Damen et d'Ever, dont elle sent qu'ils lui cache des choses au sujet de leur monde surnaturel dont elle fait partie à présent. Elle finit par se rapprocher dangereusement de Roman, leur ennemi de toujours.
De plus, Ever doit faire face aux conséquences de ses propres et terribles erreurs. Car Ever apprend bien vite que  la magie n'est pas réservée aux amateurs. En effet, au lieu de soumettre Roman à sa volonté (et donc de l'obliger à lui remettre l'antidote de la terrible malédiction qui l'empêche elle et Damen de concrétiser leur amour) elle s'est soumis elle-même à la volonté de Roman. Car ne sachant rien des méfaits de la lune noire, elle s'est donc initier, par accident, au culte de cette magie obscure, et a scellé son destin au main de la vile Hécate, la reine des ténèbres.
Elle développe alors une obsession malsaine pour Roman dont elle est irrémédiablement attirée. Cette flamme des ténèbres l'a consume, au point de l'éloigner, peu à peu de son âme-sœur, Damen.
Ever arrivera-t-elle à stopper le monstre qui lui coule dans les veines et à améliorer son karma pour enfin profiter de son amour de toujours  ?
Mais est-elle vraiment prête à affronter sa part d'ombre ? Car tout le monde sait qu'il faut se méfier de l'eau qui dort...

## Personnages
- Ever Bloom : adolescente de 16 ans, blonde aux yeux bleus, ayant perdu sa famille et son chien dans un accident qui lui a laissé une cicatrice sur le front et des pouvoirs psychiques. Elle voit la couleur des auras humaines, entend ce qu'ils pensent, connaît l'histoire de leur vie à leur contact et communique avec le fantôme de sa sœur. Ignorée par ses camarades de classe, elle tombe amoureuse de Damen, seul adolescent à résister à ses pouvoirs et va devenir immortelle.
- Damen Auguste : C'est le premier des Immortels, qui a hérité de son père la recette de l'élixir d'immortalité. Il est amoureux d'Ever depuis leur première rencontre, après s'être séparé de son ex-femme. Vie après vie, les réincarnations d'Ever sont toutes tuées dans ce qui semble être des accidents, et Damen commence à perdre espoir avant de réussir enfin à sauver sa bien-aimée.
- Jude : C'est le propriétaire de la librairie où travaillait Ava dans ce cycle. Dans les précédents, il était l'amant d'Ever avant de rencontrer Damen et quand elle tombait amoureuse de Damen elle mettait fin à leur relation.
- Sabine : C'est la tante d'Ever, qui l'accueillie après l'accident. L'adolescente se sent à la fois reconnaissante et coupable envers sa tante, qu'elle pense priver de liberté. Elle sortira aussi avec M. Munoz le professeur d'histoire d'Ever.
- Riley Bloom : C'est la sœur d'Ever, qui lui rend régulièrement visite et communique avec elle grâce aux pouvoirs psychiques de cette dernière. Quand elle passe le pont Ever se sent très seule.
- Drina Auguste : C'est une immortelle et aussi l'ex-femme de Damen. C'est elle qui tue Ever à chacune de ses réincarnations. Cette fois-ci, comme Ever est immortelle, elle parvient à tuer Drina.
- Ava : C'est une voyante qui aide Ever à se forger un bouclier psychique pour ne plus entendre les pensées des autres et s'enfuit à la fin du tome 2 avec la potion d'immortalité.
- Haven : C'est l'une des seules amies d'Ever, qui change souvent de style car elle veut se faire remarquer. Elle est attirée par Roman et Jude.
- Miles : Comme Haven, c'est un ami d'Ever. Il est homosexuel et il chante et joue dans des pièces de théâtre.
- Stacia : Fille très populaire dans le lycée d'Ever. C'est aussi sa pire ennemie. Elle sortira avec Damen quand celui-ci ne sera plus lui-même à cause de Roman.
- Roman : C'est un immortel amoureux de Drina. Pour venger sa mort il va empoisonner Damen et sympathiser avec Haven.
- Rayne et Romy : Ce sont des sœurs jumelles qui vivent dans l'Été Perpetuel, où elles ont rencontré Riley. Elles l'aideront à sauver Damen et perdront leurs pouvoirs par la suite.